# Fléole hirsute
Phleum hirsutum
Espèce
Classification phylogénétique
La fléole hirsute ou fléole hérissée (Phleum hirsutum ou Phleum Michelii) est une espèce de plantes herbacées vivaces de la famille des Poaceae. Elle est rangée dans le genre Phleum.